# Korban
En el judaisme, korban (en hebreu: קָרְבָּן qārbān; en àrab: قربان), també escrit com qorban o corban, és qualsevol de les varietats d'ofrenes de sacrifici descrites i ordenades a la Torà. La seva forma plural és korbanot. Els usos més habituals són el sacrifici d'animals (zevah, en hrebreu: בַח), l'ofrena de pau i l'olah "holocaust." 
El korban era una tipologia de sacrifici animal caixer (o kosher), com per exemple un bou, una ovella, una cabra, o un colom que es converteix en shechita (mort segons el ritual jueu). Els sacrificis també poden consistir en gra, àpats, vi o encens. Les ofrenes sovint eren cuinades i menjades per part de l'oferent, amb algunes parts entregades als sacerdots cohen i algunes petites parts cremades a l'altar del Temple de Jerusalem. Només en ocasions especials les ofrenes eren donades només a Déu, com ara en el cas del boc expiatori.